# Rostnäshornsfågel
Rostnäshornsfågel (Buceros hydrocorax) är en fågel i familjen näshornsfåglar inom ordningen härfåglar och näshornsfåglar. IUCN kategoriserar arten som sårbar.

## Utseende och läten
Rostnäshornsfågeln är en stor (60–65 cm) och, som namnet avslöjar, mestadels rostfärgad näshornsfågel. Ansiktet är svart och vingarna är mörkbruna, kontrasterande mot den vita stjärten. Näbben är mycket stor med en kraftig karminfärgad kask ovanpå. Runt ögat syns gul bar hud. Sydliga fåglar (mindandensis, ibland behandlad som egen art) är mindre än nordliga med gult längst ut på näbben. Den bara huden kring ögat är mestadels svart med endast ett litet gult område under ögat. Lätet är ett klart, vittljudande och upprepat "honk".

## Utbredning och systematik
Rostnäshornsfågel förekommer i Filippinerna och delas in i tre underarter med följande utbredning:
- B. h. hydrocorax – Luzon och Marinduque
- mindanensis-gruppen
  - B. h. mindanensis – Mindanao, Basilan, Dinagat och Siargao
  - B. h. semigaleatus – Samar, Leyte, Bohol, Panaon, Buad, Calicoan och Biliran

Birdlife International och internationella naturvårdsunionen IUCN urskiljer sedan 2014 underarterna mindanensis och semigaleatus tillsammans som den egna arten, "sydlig rostnäshornsfågel" (Buceros mindanensis).

## Status
Internationella naturvårdsunionen IUCN bedömer hotstatus för de båda underartsgrupperna (eller arterna) var för sig, varvid båda kategoriseras som sårbara.